# 363
| 363                |
| ------------------ |
| Dødsfald - Fødsler |
|                    |

| Gregoriansk kalender | 363 CCCLXIII            |
| Ab urbe condita      | 1116                    |
| Armensk kalender     | I/T                     |
| Kinesiske kalender   | 3059 – 3060 壬戌 – 癸亥 |
| Etiopisk kalender    | 355 – 356               |
| Jødisk kalender      | 4123 – 4124             |
| Hindukalendere       |                         |
| - Vikram Samvat      | 418 – 419               |
| - Shaka Samvat       | 285 – 286               |
| - Kali Yuga          | 3464 – 3465             |
| Iransk kalender      | 259 BP – 258 BP         |
| Islamisk kalender    | 267 BH – 266 BH         |

Se også 363 (tal)

## Begivenheder
- 29. maj - den romerske kejser Julian besejrer sasanidernes hær under Slaget ved Ctesiphon uden for den mesopotamiske bys mure, men kan ikke indindtage byen